# Johannes Grotzky

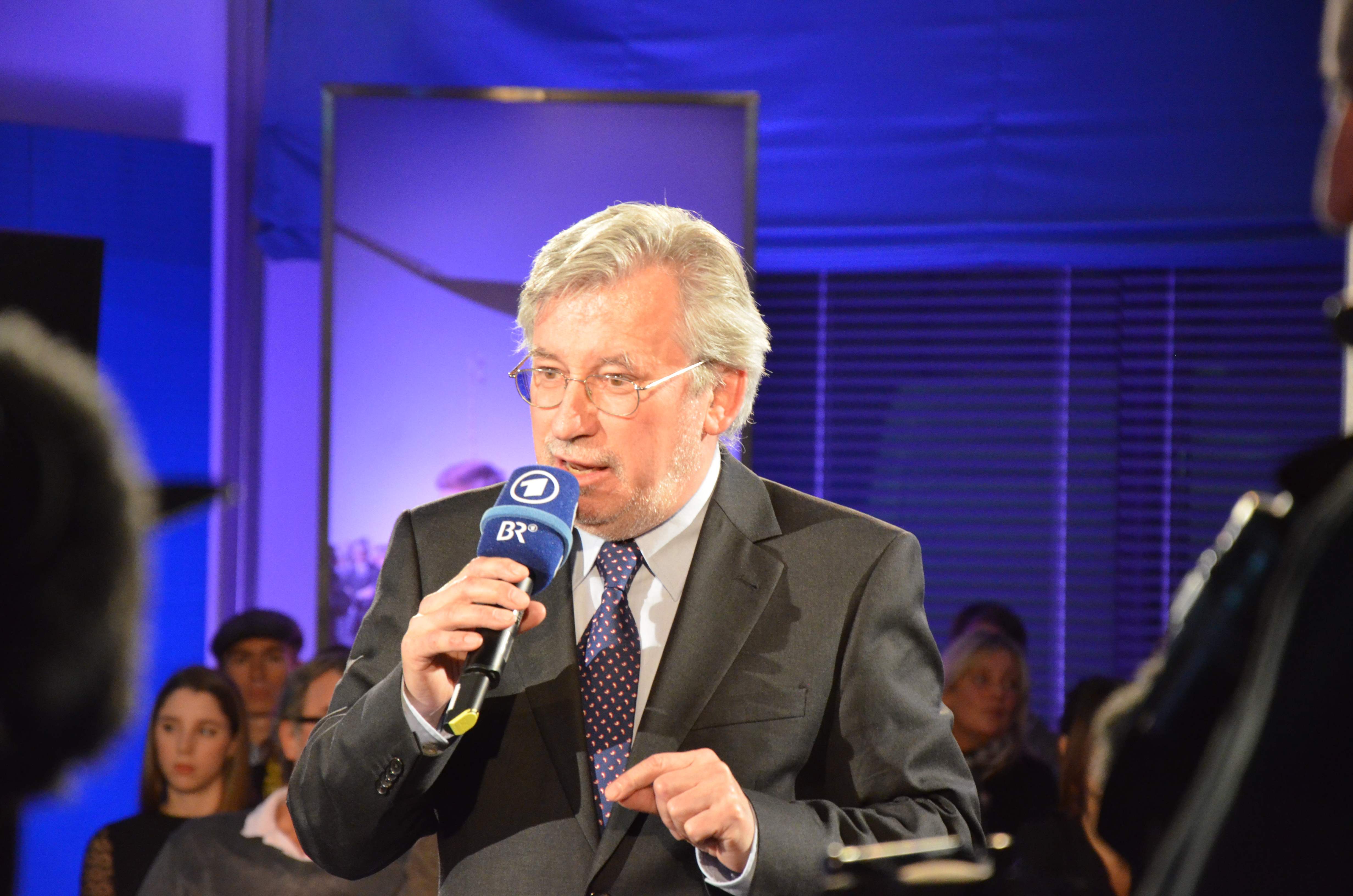
Johannes Grotzky (2013)

Johannes Grotzky (* 3. Januar 1949 in Hildesheim) ist ein deutscher Journalist und Honorarprofessor an der Universität Bamberg. Von 2002 bis 2014 war er Hörfunkdirektor des Bayerischen Rundfunks (BR).

## Studium und berufliche Laufbahn
Von 1965 bis 1969 war er freier Mitarbeiter der Hildesheimer Allgemeinen Zeitung, der ältesten noch erscheinenden Tageszeitung der Welt. Nach dem altsprachlichen Abitur 1968 am Gymnasium Josephinum Hildesheim und dem Zivildienst in der orthopädischen Klinik Annastift/Hannover studierte er ab 1970 Slawische Philologie, Balkanphilologie und Geschichte Ost- und Südosteuropas an den Universitäten München und Zagreb. Weitere Studienaufenthalte folgten in Belgrad, Skopje und Sarajevo. Nach dem Magisterexamen „mit Auszeichnung“ promovierte er „magna cum laude“ 1976 zum Dr. phil. an der Universität München.
1977 kam er als Presselektor zum Bayerischen Rundfunk.
1983 wurde er Hörfunkkorrespondent der ARD in Moskau und wechselte 1989 als Balkankorrespondent und Leiter des ARD-Hörfunkstudios Südosteuropa nach Wien.
1994 übernahm er als Chefkorrespondent beim BR in München die Leitung der Abteilung Hauptstadtstudio Bonn-Berlin und Auslandskorrespondenten und wurde 1998 Leiter der Abteilung  Politik Hörfunk. 2001 übernahm Grotzky die Leitung  der Hauptabteilung Politik und Aktuelles und wurde Chefredakteur des Hörfunks.
Am 1. Januar 2002 folgte die Berufung zum Hörfunkdirektor. Er verantwortete die Programme Bayern 1, Bayern 2, Bayern 3, BR-Klassik, B5 aktuell, Puls, Bayern plus sowie das Münchner Rundfunkorchester und den Chor und das Symphonieorchester des Bayerischen Rundfunks.
2005 bis 2006 war er Vorsitzender der ARD-Hörfunkkommission. Im Herbst 2011 bestätigte ihn der Rundfunkrat für seine letzte Amtszeit bis zum 30. April 2014.
Neben seiner journalistischen Tätigkeit publizierte Grotzky zahlreiche Aufsätze und Bücher, in denen er sich mit den Staaten Osteuropas beschäftigt. Überdies war er langjähriger Autor der Hamburger Wochenzeitung DIE ZEIT und der Neuen Zürcher Zeitung.

## Lehraufträge
Von 1995 bis 2007 war er Lehrbeauftragter an der Ludwig-Maximilians-Universität München (Institut für Slawische Philologie; Institut für Kommunikationswissenschaft).
Seit 2012 ist er Lehrbeauftragter und seit 2014 Honorarprofessor für Osteuropawissenschaften, Kultur und Medien an der Otto-Friedrich-Universität Bamberg (Institut für Slavistik).
2014–2016 unterrichtete er Kultur und Geschichte Russlands an der Hochschule für Philosophie München. Zuvor war er von 2004 bis 2014 Mitglied im Kuratorium der Hochschule für Philosophie.

## Themen und Positionen
Unabhängigkeit und Qualität des Hörfunks

In einem Interview zum Rückblick auf seine Arbeit im Rundfunk betonte Grotzky, es sei ihm besonders wichtig, dass er die Unabhängigkeit der Redaktionen gegenüber allen Einflüssen von außen verteidigt habe. 
Gegenüber den Programmen habe ich klare Positionen vertreten: Wir tragen zur Meinungsbildung bei, aber wir manipulieren keine Meinung. Wir prüfen unsere Quellen und legen sie offen. Wir verheimlichen nichts. Wir stehen für Fehler gerade und korrigieren sie. Und ganz wichtig: Wir belügen nicht unser Publikum.
Jugoslawien
In seinem Buch Balkankrieg von 1993 über das Auseinanderbrechen Jugoslawiens macht er das Versagen und die Mitschuld der westlichen Politik deutlich.
Russland und die Ukraine
Die mediale Berichterstattung zur Ukraine wurde von Grotzky als einseitig und punktuell kritisiert. In seiner lobenden Besprechung der Aufsatzsammlung „Euromaidan. Was in der Ukraine auf dem Spiel steht“ von Juri Andruchowytsch betont er die Wichtigkeit unterschiedlicher Perspektiven und relativiert die russische wie die europäische Sicht auf den Ukrainekonflikt. „Je differenzierter eine Konfliktlage ist - wie in der Ukraine, desto eher suchen die Medien nach vermeintlich klärenden Unterschieden von Opfer- und Täterrollen. Dies soll eine Dramaturgie des leichten Verständnisses ermöglichen.“ Eine Vereinfachung dieser Art sollte nach Grotzky durch eine möglichst komplexe Darstellung und die Einordnung in ein Gesamtbild überwunden werden.  Zwischen 2014 und 2018 engagierte er sich als Medienberater in der Ukraine beim Aufbau eines öffentlich-rechtlichen Fernsehens. Seit dem russischen Überfall auf die Ukraine analysierte er in zahlreichen Interviews und Vorträgen diesen Krieg. In einem längeren Radiogespräch gab Grotzky zu, dass er nicht mit einem Überfall auf die Ukraine gerechnet habe und sich hinsichtlich Putins Absichten gegenüber der Ukraine getäuscht habe.
Russlandbild der Medien
Grotzky kritisierte im September 2013, dass das Bild von Russland seit Michail Gorbatschow oberflächlich und lückenhaft gewesen sei. Hinter Gorbatschow habe man nicht die innerrussischen Konflikte wahrgenommen, Boris Jelzin habe man zu Unrecht verklärt und viel zu spät wahrgenommen, dass seine politische Ordnung äußert instabil war und der Präsident zum Strohmann der Oligarchen und seines Familienclans geworden war. Der neue russische Geldadel sei mit einer Mischung aus Bewunderung und Verachtung wahrgenommen worden. Wladimir Putin habe man von Anfang an von seiner KGB-Vergangenheit her und von der Amnestieregelung für Jelzin verstanden und in der Ära Schröder von dessen Freundschaft mit Putin aus eher hoffnungsvoll betrachtet. Höhepunkt sei Putins Auftritt im deutschen Bundestag 2001 gewesen. Der Umschwung sei mit den zentralistischen Tendenzen und der Zurückdrängung der Oligarchen eingetreten,  das russische politische System der „Machtvertikale“ wurde eher mit Verwunderung und Belustigung aufgenommen. Der Höhepunkt der negativen Sichtweise sei (vor September 2013) mit den Prozessen gegen Pussy Riot, die gesetzlich verankerte Homophobie und die Kontrolle ausländischer Stiftungen erreicht worden.
Die Medien konzentrierten sich seiner Meinung nach zu sehr auf einzelne politische Führungsfiguren und Alltagspolitik, die kulturelle, geografische, historische und politische Komplexität des Vielvölkerstaates komme so zu kurz.
2016 drückte Grotzky sein Unverständnis gegenüber Doppelstandards in der Berichterstattung aus. Er beklagte ein prowestliches Narrativ, journalistisch unerhörte Schlagzeilen wie „Stoppt Putin jetzt“ oder  „Würden Sie Krieg mit Russland führen, Frau Merkel?“  Das medial konstruierte Bild sei „so offenkundig einseitig und tendenziös, die ganze Situation so verfahren, dass pure Selbstverständlichkeiten inzwischen zu schieren Unmöglichkeiten geworden sind.“
Tschernobyl und der Zusammenbruch der Sowjetunion

Grotzky stimmte Gorbatschows Auffassung zu, dass der Reaktorunfall in Tschernobyl mehr zum Zusammenbruch der Sowjetunion beigetragen habe als Glasnost und Perestroika.
... da ist der Glaube an die Allmacht des Staates, auch an die Politik von Gorbatschow zunächst mal mächtig demoliert worden und ich glaube, dass Gorbatschow selbst sich in dem Ansehen in der Bevölkerung nie von diesem Kernkraftwerkunglück erholt hat.

Rückblickend würdigte er Gorbatschow als „tragischen Held“, der auch „Dinge ausblenden konnte, um die Geschichte so zu sehen, wie es seinem Selbstbild entsprach“. 

## Auszeichnungen
- 1992 erhielt er für seine publizistischen Leistungen den Journalistenpreis der Südosteuropa-Gesellschaft, die Rudolf-Vogel-Medaille in Gold in Anerkennung seiner Verdienste um die Erweiterung der Kenntnis über Südosteuropa.
- 2002 wurde ihm für seine Integrationsbemühungen die Bayerische Staatsmedaille für soziale Verdienste verliehen.
- 2006 wurde er mit dem Bayerischen Verdienstorden und der Bayerischen Verfassungsmedaille in Silber ausgezeichnet.
- 2010 erhielt er für sein Engagement auf dem Gebiet der Musikförderung den „Silbernen Wirbel“ des Bayerischen Musikrates
- 2017 verlieh ihm der Petersburger Dialog für sein publizistisches Lebenswerk und den besonderen Einsatz für die deutsch-russischen Beziehungen den Sonderpreis des Peter-Boenisch-Gedächtnispreises.

## Werke
- Morphologische Adaptation deutscher Lehnwörter im Serbokroatischen. München 1978, ISBN 3-87828-114-5.
- Gebrauchsanweisung für die Sowjetunion. München 1985, 4. Aufl. 1990, ISBN 3-492-02986-8.
- Konflikt im Vielvölkerstaat. Die Nationen der Sowjetunion im Aufbruch. München 1991, ISBN 3-492-11409-1.
- Herausforderung Sowjetunion. Eine Weltmacht sucht ihren Weg. München 1991, ISBN 3-492-03463-2.
- Balkankrieg. Der Zerfall Jugoslawiens und die Folgen für Europa. München 1993, ISBN 3-492-11894-1.
- Freiheit alleine macht nicht satt. Alltag in den Reformstaaten Osteuropas. (Hrsg.) München, Landsberg am Lech 1996, ISBN 3-7892-9305-9.
- Edition BR radiobuch. Zehn Bände. Hrsg.: mit Christoph Lindenmeyer, Bayerischer Rundfunk. Belleville, München, DNB 984987347.
  - Band 1: Ulrich Encke (Hrsg.): Breitengrad : Auslandsreportagen. 2007, ISBN 978-3-936298-60-4.
  - Band 2: Margot Litten (Hrsg.): Reisen : Impressionen. 2007, ISBN 978-3-936298-61-1.
  - Band 3: Gabriele Förg (Hrsg.): Bayerisches Feuilleton : Exkursionen. 2007, ISBN 978-3-936298-62-8.
  - Band 4: Wolfgang Küpper, Hartmut Weber (Hrsg.) Gott und die Welt : Ortsbeschreibungen. 2008, ISBN 978-3-936298-63-5.
  - Band 5: Wolf Loeckle (Hrsg.) Identitäten : MusikWeltDenken. 2008, ISBN 978-3-936298-64-2.
  - Band 6: Barbara Schäfer, Antonio Pellegrino (Hrsg.): Nachtstudio : Radioessays. 2008, ISBN 978-3-936298-65-9.
  - Band 7: Rainer Lindenmann (Hrsg.): Studio Franken. 2008, ISBN 978-3-936298-66-6.
  - Band 8: Johannes Marchl (Hrsg.): Lebensfragen : biografische Gespräche. 2009, ISBN 978-3-936298-67-3.
  - Band 9: Katarina Agathos, Herbert Kapfer (Hrsg.): Hörspiel : Autorengespräche und Porträts. 2009, ISBN 978-3-936298-68-0.
  - Band 10: Stefan Maier, Jakob Mayr (Hrsg.): Ende der Welt : Glossen der Bayern 2-radioWelt. 2009, ISBN 978-3-936298-69-7.
- BR-Radioedition. (10 Einzeleditionen mit insgesamt 48 CDs, Hrsg. mit Christoph Lindenmeyer), München 2007–2010.
- Schachmatt. Die letzten Jahre der Sowjetunion unter Michail Gorbatschow. München 2004, Neuaufl. Norderstedt 2008, Taschenbuchausgabe 2019, ISBN 978-3-7494-4672-8.
- Fremde Nachbarn. Der Osten und Südosten Europas Endes des 20. Jahrhunderts. Norderstedt 2009, ISBN 978-3-8391-0346-3.
- Lenins Enkel. Reportagen aus einer vergangenen Welt. Norderstedt 2009, ISBN 978-3-8391-0671-6.
- Grenzgänge. Spurensuche zwischen Ost und West. Norderstedt 2010, ISBN 978-3-8391-4313-1.
- Mit welchem Recht kämpfen wir dort? Beiträge zur Rolle der Medien in Kriegs- und Krisenzeiten. Norderstedt 2011, BoD Nr 0008158576.[10]
- Panta Rhei. Beiträge zur Medienkultur. Norderstedt 2012, BoD Nr 0009439714.[11]
- Gelebte Geschichte. Gespräche in BR-alpha. Norderstedt 2013, ISBN 978-3-7357-4010-6.
- Russlands religiöse Renaissance. Von der Gorbatschow-Zeit bis heute. Stimmen der Zeit, 232. Band  2014, Heft 5, S. 291–302.[12]
- Beiträge zum Sprachwandel in Ost- und Südosteuropa. Norderstedt 2017, BoD Nr 0012936960.
- Tschernobyl. Die Katastrophe. Zeitgenössische Berichte, Kommentare, Rückblicke. Norderstedt 2018, ISBN 978-3-7528-0414-0. Englische Ausgabe: Chernobyl. The Catastrophe, 2020, ISBN 978-3-7526-0811-3.
- Warum Journalist werden? Beiträge aus der Praxis. Norderstedt 2018, ISBN 978-3-7528-2370-7.
- Rumänien – Untergang einer Diktatur. Umsturz und Machtkampf. Reportagen 1989/90. Norderstedt 2019, ISBN 978-3-7504-1736-6.
- Lenins Albtraum. Ein Rückblick auf den Zerfall der Sowjetgesellschaft. Norderstedt 2020, ISBN 978-3-7528-3083-5.
- Jugoslawiens Weg in den Krieg. Zeitgenössische Berichte und Reportagen. Norderstedt 2021, ISBN 978-3-7534-7978-1.
- Der Krieg gegen die Ukraine und die Medien. SlavUn 1, 2023, 18 S., Universität Bamberg.[13]
- Vergangenheit ist Putins Zukunft. Die Wahl in Russland und der Krieg in der Ukraine. Herder Korrespondenz 5, 2024, 38–41[14]